# Welykosillja (Sambir)
Welykossillja (ukrainisch Великосілля; russisch Великоселье Welikosselje, polnisch Nanczułka Wielka) ist ein Dorf im Westen der ukrainischen Oblast Lwiw nahe der ukrainisch-polnischen Grenze mit etwa 330 Einwohnern (2001).
Welykossillja liegt auf 514 m Höhe in den ukrainischen Waldkarpaten (Hochdnister-Beskiden) am Ufer der Linynka (Лінинка), einem 20 km langen, linken Nebenfluss des Dnister.
Die Ortschaft befindet sich 29 km südwestlich vom Rajonzentrum Staryj Sambir und etwa 110 km südwestlich vom Oblastzentrum Lwiw.
Bis 1949 hieß das erstmals 1539 schriftlich erwähnte Dorf Nantschiwka (Нанчівка).

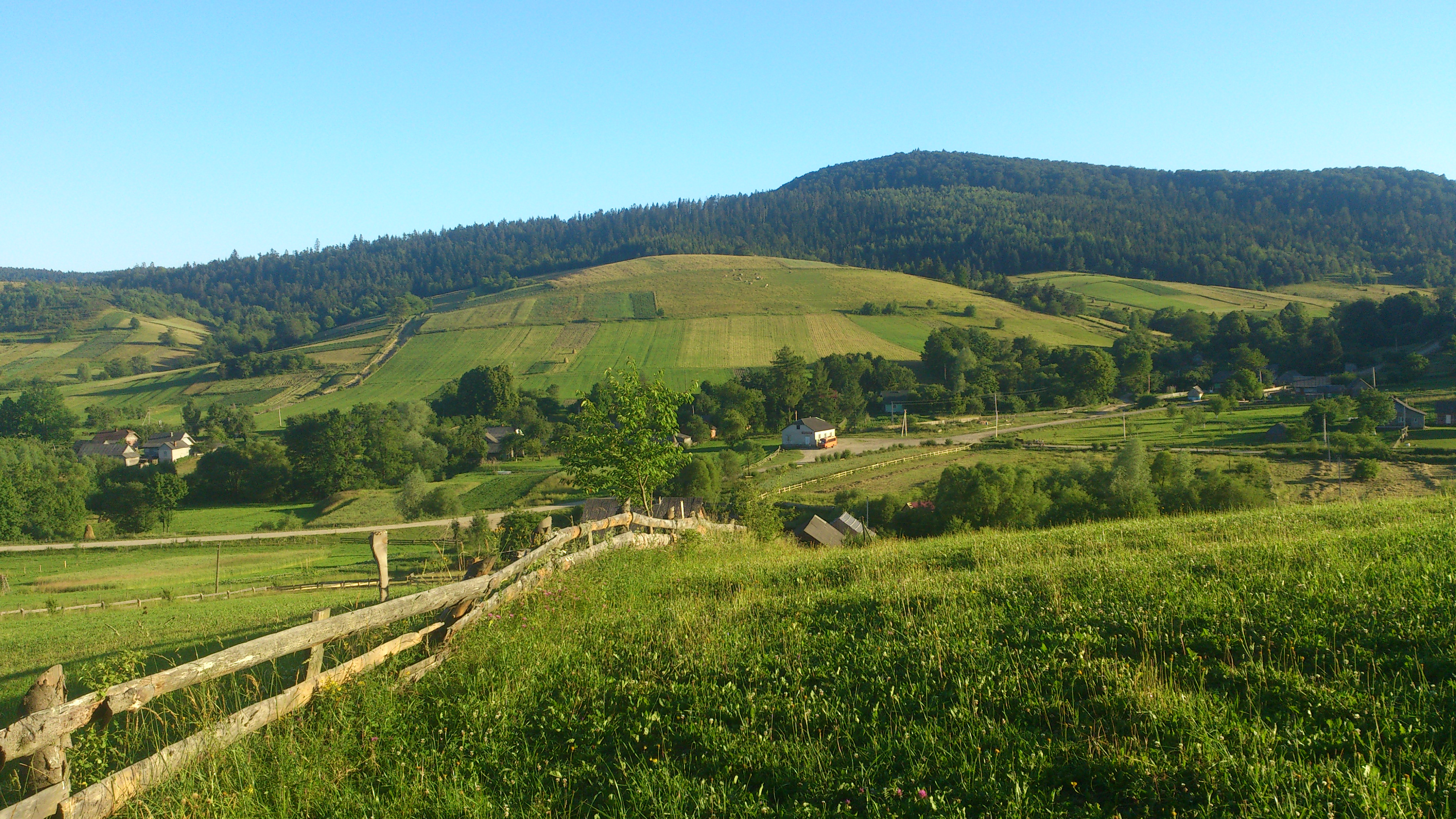
Das Dorf Tycha der Gemeinde Welykossillja

Welykossillja war das administrative Zentrum der gleichnamigen, 29,7 km² großen Landratsgemeinde im Westen des Rajon Staryj Sambir, zu der noch die Dörfer
Potik (Потік, ⊙) mit etwa 130 Einwohnern, Sosniwka (Соснівка, ⊙) mit etwa 180 Einwohnern und Tycha (Соснівка, ⊙) mit etwa 220 Einwohnern gehören.
Am 12. Juni 2020 wurde die Landratsgemeinde aufgelöst und der Stadtgemeinde Staryj Sambir unterstellt, das Dorf wurde zugleich dem Rajon Sambir unterstellt.